# Phasia robertsonii
Phasia robertsonii là một loài ruồi trong họ Tachinidae.